# マキシラリア・テヌイフォリア

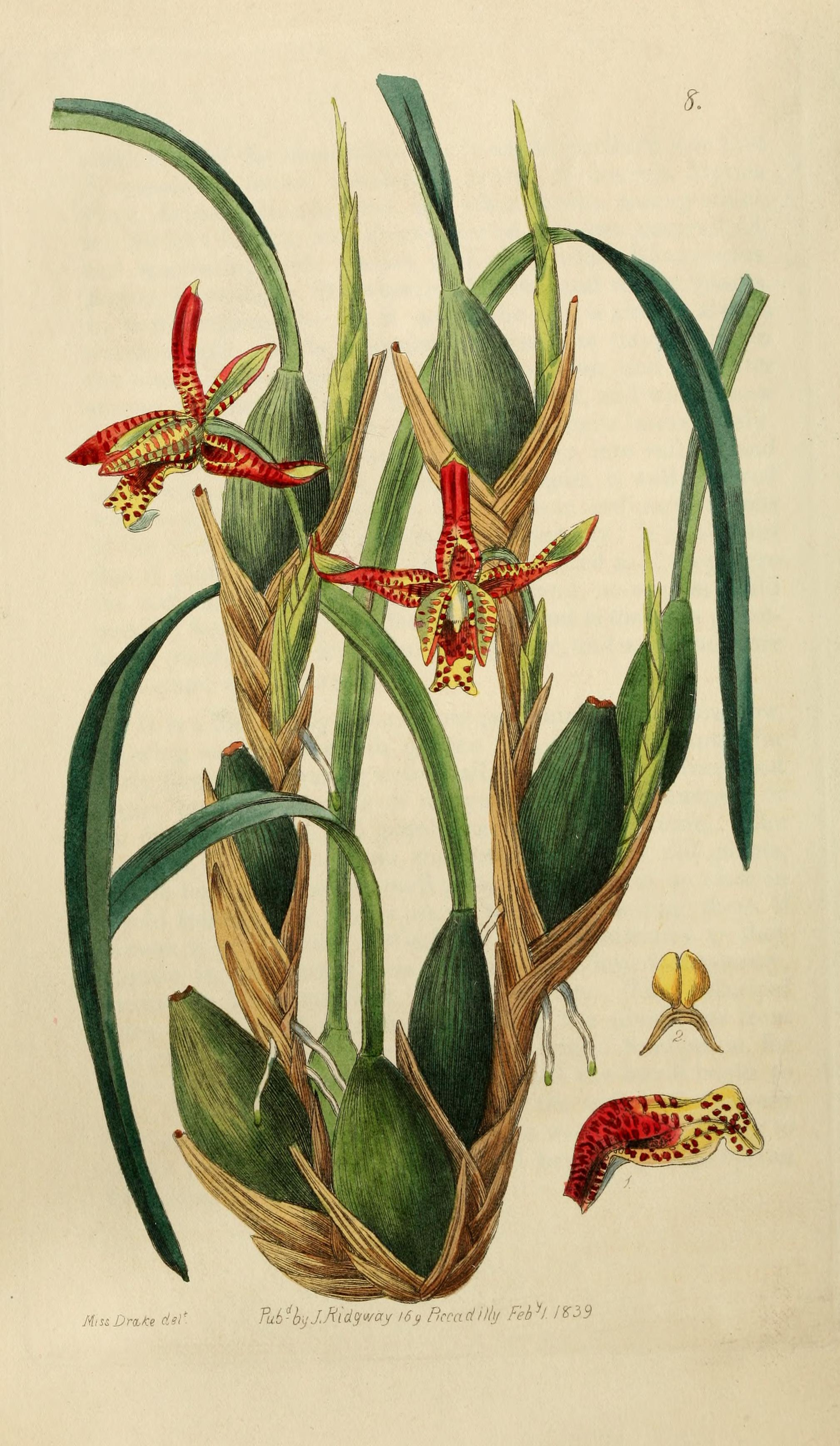
図版

マキシラリア・テヌイフォリア Maxillaria tenuifolia Lindl. はラン科マキシラリア属の植物の1つ。赤い花はココナッツの香りを放つ。

## 特徴
常緑の多年生草本。偽鱗茎は卵形で高さ約3cm。その基部から出る芽は上向きに伸びて新たに偽鱗茎を作るが、ほとんど根は出さないで束状の大きな株に育つ。斜め上に伸びる匍匐茎は赤褐色の鱗片に包まれており、約3～4cmの間隔で偽鱗茎を着ける。偽鱗茎は扁平な卵形をしており、長さは約3cm。葉は偽鱗茎の先端に1枚だけ付き、線形で長さ30cm程になる。
花茎は偽鱗茎の基部から出て、1つの偽鱗茎から複数が出る。花は花茎に1つだけつく。花茎は長さ約5cm。花の径は3～4cm。花は肉厚で萼片は平らに広がる。萼片と側花弁は濃赤色で、萼片が側花弁の長さの2倍以上。唇弁は反り返り、白の地に濃赤色の斑紋が入る。花は香りが強く、また寿命が長い。

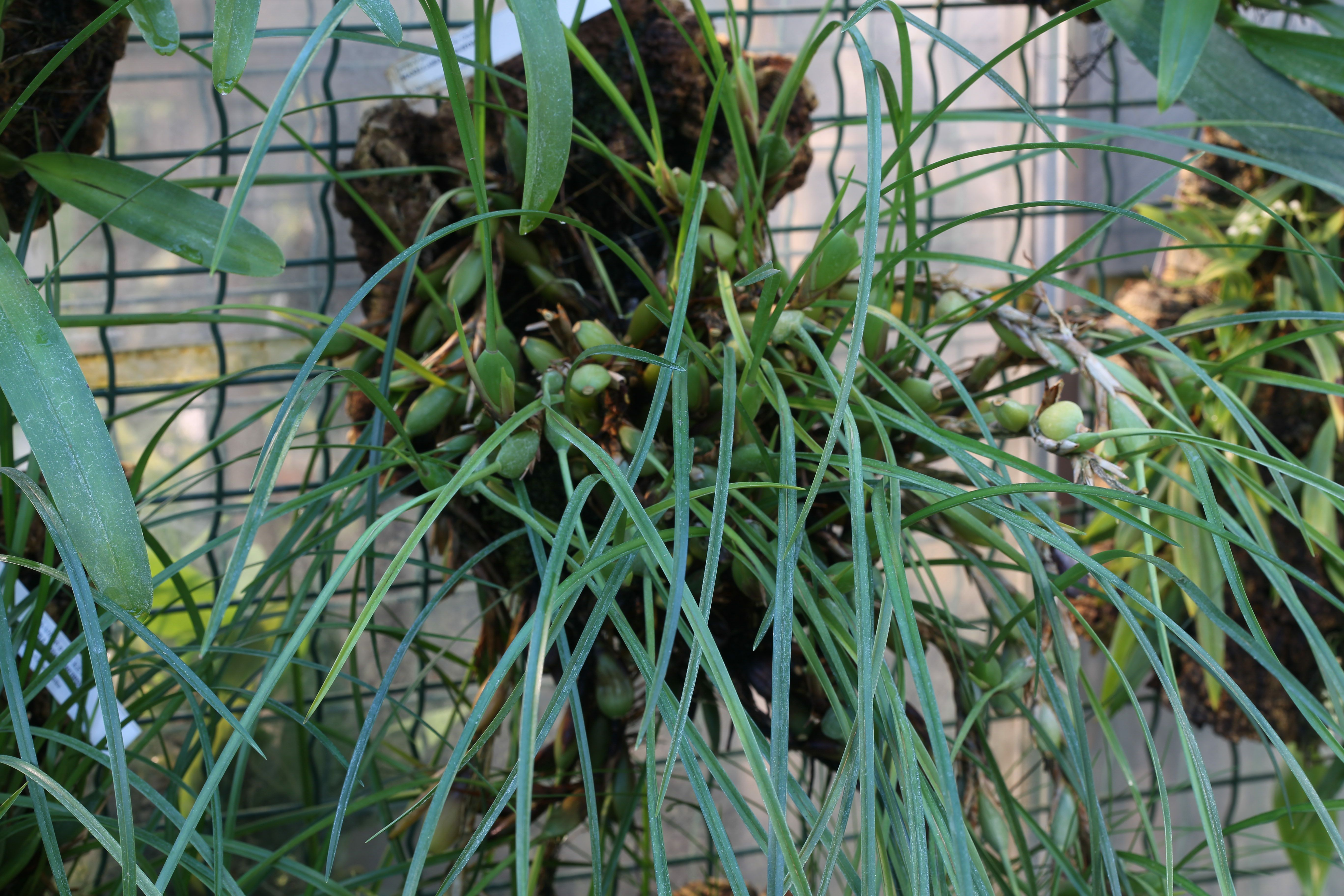
全体の姿 着生状体での栽培で
花と偽鱗茎
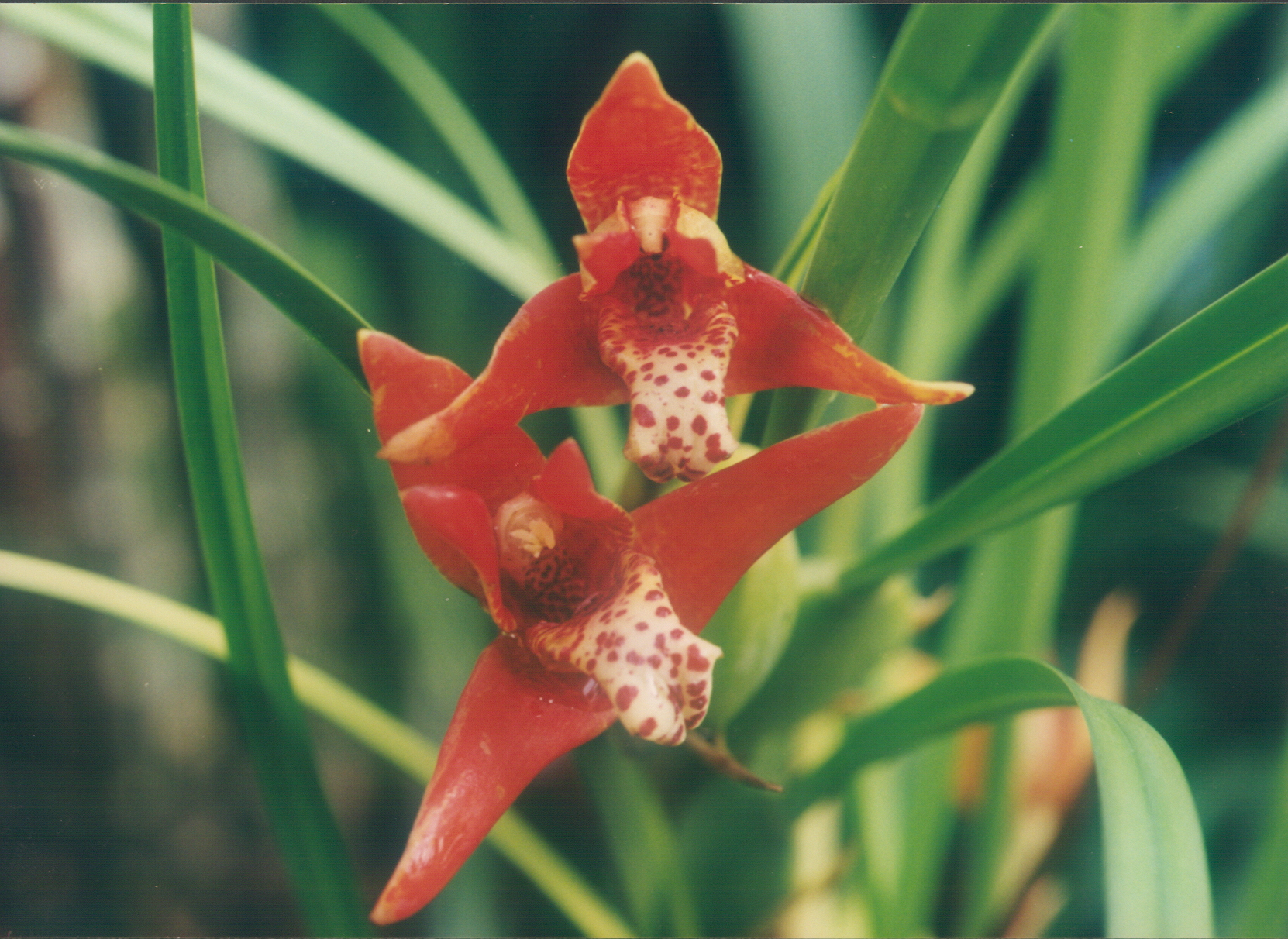
花の拡大像

## 分布と生育環境
南アメリカ原産でメキシコ、グアテマラからコスタリカまで分布がある。
標高1500m以上の山地帯に生育する。

## 利用
洋ランとして栽培される。乾燥に強く、暑さ寒さにも耐えるので栽培容易な強健種として知られる。また、特に香りが強いことでもよく知られており、その香りは『バニラのような甘い香り』と言った表現もあるが、そのものずばりで言えば『強いココナッツの香り』である。これはかなり強烈で、うかつに顔を寄せるとその香りを楽しむどころではないくらいに匂う。